# پی‌پی‌اس‌اس‌پی‌پی
شبیه‌ساز PPSSPP (مخفف «PlayStation Portable Simulator Suitable for Playing Portably» به معنی شبیه‌ساز قابل حمل پلی استیشن مناسب برای بازی قابل حمل) یک شبیه‌ساز PSP آزاد و منبع باز برای گنولینوکس، ویندوز، مک‌اواس، آی‌اواس، اندروید، نینتندو وی یو، نینتندو سوییچ، بلک‌بری ۱۰، می‌گو، Pandora، ایکس‌باکس سری X/S و سیمبین با تمرکز بیشتر بر سرعت و قابلیت حمل آسان است که اولین بار در ۱۱ آبان ۱۳۹۱ (۱ نوامبر ۲۰۱۲) با مجوز GNU GPLv2 یا جدیدتر برای عموم مردم منتشر شد. پروژه پی‌پی‌اس‌اس‌پی‌پی توسط Henrik Rydgård یکی از بنیانگذاران شبیه‌ساز دلفین ساخته شده است.